# Brunnslockspoesi
| Brunnslockspoesi |
| --- |
| Lina Ekdahl, den "första brunnslockspoeten", presenterar 2023 års brunnslockspoet på Bokmässan i Göteborg. - Betydelse – nyskrivna dikter på brunnslock i Sverige - Urval – av en jury årligen utvalda poeter - Bakgrund – 2018 i Göteborg, inför stadens 400-årsjubileum - Omfattning – spridning till kommuner i minst fyra län |

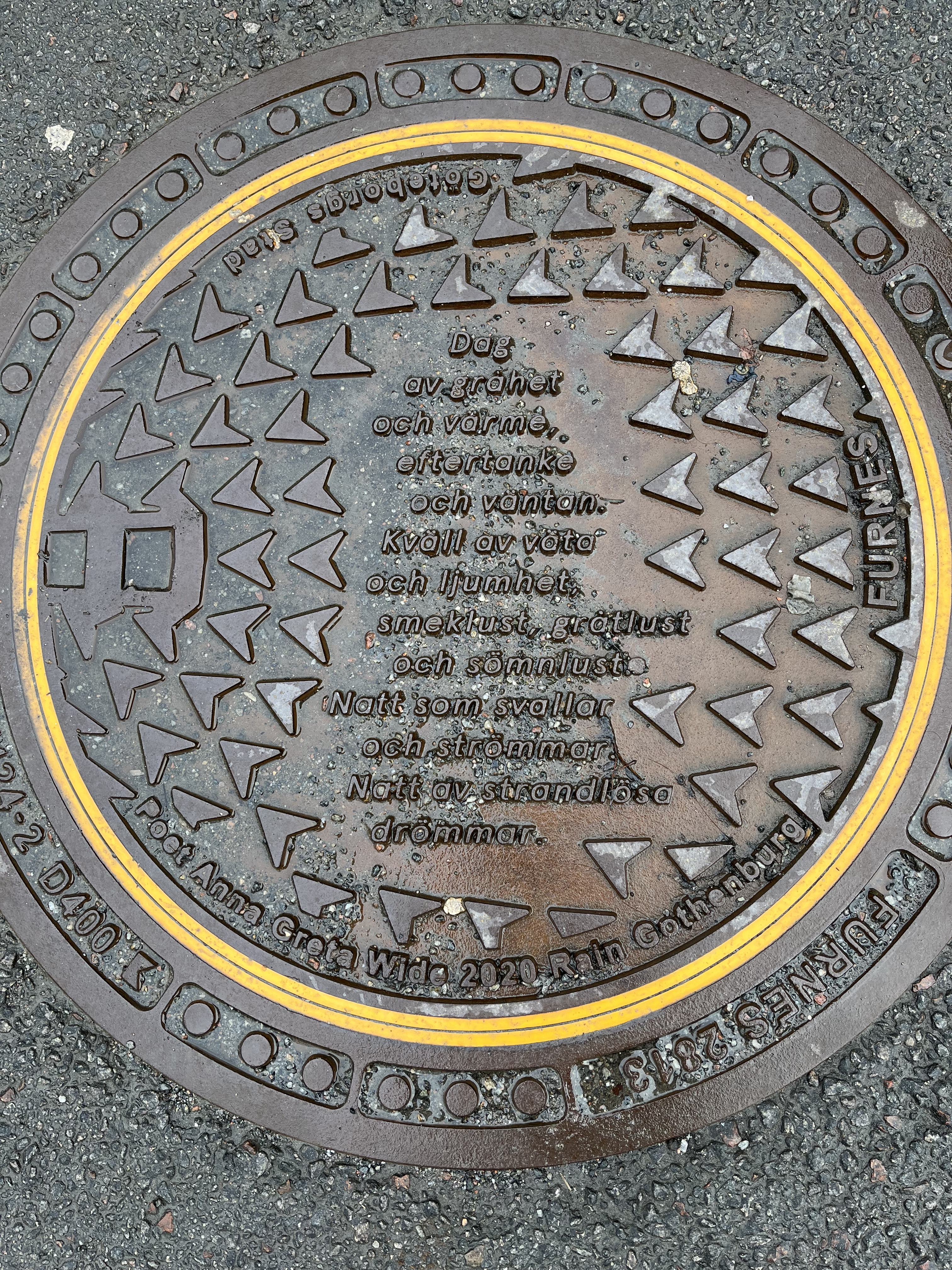
Brunnslockspoesi 2020 Anna Greta Wide

Brunnslockspoesi är ett begrepp myntat inom Göteborgs stad. I kommunen förses ett brunnslock varje år sedan 2019 med en dikt utvald av en lokal jury. Fenomenet har på senare tid även anammats av andra kommuner.

## Historik

### Bakgrund och första året
I samband med det kommande 400-årsfirandet av Göteborgs stad väcktes 2018 en idé om att föra ut poesi i det allmänna rummet. I en stad där det regnar i snitt var tredje dag ville man genom projektet Rain Gothenburg visa på kreativa möjligheter under gällande omständigheter. En tanke med att infoga texter i brunnslocken var att skapa en association till den underjordiska infrastruktur som transporterar bort överflödsvatten från regn och avlopp och förser invånarna med rent vatten.
133 nya brunnslock fick 2019 den ingjutna  dikten "Fakta" av Göteborgspoeten Lina Ekdahl. De utlagda brunnslocken har en gulfärgad ring, för att synas på avstånd.
Därefter har uppdraget gått till en ny poet för varje år. Samtliga varianter med diktsatta brunnslock finns att beskåda på Avenyns trottoar utanför Göteborgs stadsbibliotek, på en plats som numera benämns Poesiplatsen (och inte långt från statyn föreställande Karin Boye).

### Utveckling, andra städer
Den utvalda poeten 2020 blev Gunnar D Hansson. Han valde dock att avstå erbjudandet att erbjuda en dikt och lyfte istället fram Anna Greta Wide. 4 december 2020, på 100-årsdagen av Wides födelse, offentliggjordes Wides brunnslocksdikt i samband med den då pågående Poesifestivalen. Den första av 50 "poesilock", med ord om kvällsregn, placerades då utanför hennes barndomshem på Djurgårdsgatan i Göteborg. Texten var en av de tidigare okända dikter som då nyligen upptäckts i hennes kvarlåtenskap och publicerats i ett par samlingsvolymer först under hösten 2019.
2021 blev poeten Malte Persson den utvalda poeten. Samma år engagerade sig även andra svenska städer i konceptet med brunnslockspoesi. Först i denna expansion var fem skånska kommuner inom deras gemensamma VA-samarbete VA Syd: Burlöv, Eslöv, Lomma, Lund och Malmö. Även här var det Malte Perssons regninspirerade dikt som spreds till mellan 20 och 30 gatubrunnar som behövde få nya 63 kilogram tunga brunnslock. Bland annat hamnade Lunds brunnslock på Bantorget och Fäladstorget samt på östra sidan av Lunds centralstation.
Året därpå var turen kommen till 400-årsjubilerande Umeå kommun, som detta år lade ut brunnslock med en nyskriven dikt av Uppsala-poeten Mariam Naraghi. Dikten presenterades under det årets bokmässa i Göteborg. Det kommunala VA-bolaget Vakin planerade att under tre års tid placera ut 15 brunnslock per år i Umeå, Nordmalings och Vindelns kommuner. I Umeå var tanken att brunnslocken skulle placeras på platser som är välbesökta, i syfte att sprida poesin till så många som möjligt, bland annat längs Gågatan i centrum och på Rådshustorget. Detta innebar bland annat att vissa befintliga brunnslock utan poesi får flytta till mindre besökta platser. 2022 lade VA Syd ut 25 brunnslock med poesi i sina fem skånekommuner. Det året deltog även Uppsala kommun (via Uppsala Vatten) med 15 brunnslock, varav ett brunnslock placerades utanför Pumphuset i staden.
2023 års brunnslockspoet blev Ann Jäderlund, där "poesilocket" offentliggjordes under årets bokmässa i Göteborg. 2024 utsågs Fredrik Nyberg till den sjätte brunnslockspoeten, och offentliggörandet skedde i samband med Littfest i Umeå den 15 mars detta år. Dikten presenterades även under Bokmässan i Göteborg det året.
Offentliggörandet av 2025 års brunnslockspoet Burcu Şahin ägde rum den 14 mars 2025 under Littfest i Umeå.

### Administration
Brunnslockspoesin väljs ut centralt i Sverige, av en jury som 2022 bestod av Per Bergström, Helena Fagertun samt de tidigare brunnslockspoeterna Lina Ekdahl och Malte Persson. Detta innebär att alla samarbetande kommuner sprider brunnslockspoesi från en särskilt poet per år. Lina Ekdahl är också (2025) en av ledamöterna i den ekonomiska förening, "Brunnslockspoesi Sverige Ekonomisk Förening" som hjälper till med administrationen av det hela.

## Brunnslockspoeter
- 2019 – Lina Ekdahl
- 2020 – Gunnar D Hansson som valde att avstå och istället lyfta fram Anna Greta Wide
- 2021 – Malte Persson[5]
- 2022 – Mariam Naraghi
- 2023 – Ann Jäderlund
- 2024 – Fredrik Nyberg
- 2025 – Burcu Şahin